# ノクドゥ伝
『ノクドゥ伝』（のくどぅでん、朝: 조선로코 —녹두전—）は、2019年9月30日から2019年11月25日までKBS2で放送された韓国のテレビドラマ。原作は、2014年に公開された韓国のウェブ漫画。全16話。

## 概要
2014年12月より連載された韓国のNAVERのウェブ漫画が原作である。原作者のヘ・ジニャンが、李氏朝鮮中期の文臣である鄭琢（1526年 - 1605年）日記『避難行録』の " 1592年5月12日、大雨 / 巳時正三刻（午前10時頃）/ 王世子の嬪宮（ピングン）が出産された " という一文からインスピレーションを得て描いた作品である。『避難行録』に記された子がノクドゥのモデルになっている。水墨画タッチの独特な絵柄で、主人公2人の関係性と心理描写が丁寧に描かれており、骨太なストーリー構成と優れた作品性から『名作ウェブトゥーン』として今も多くの読者に愛されている。
日本では、『ノクドゥ伝～花に降る月明り～』（のくどぅでん～はなにふるつきあかり～）という邦題で放送されている。

## あらすじ
時は李氏朝鮮時代。とある理由で、陸に行ったことがなく、離れ小島で育った少年チョン・ノクドゥ（チャン・ドンユン）。そんなある日、正体不明の謎の武士集団に家を襲撃されてしまう。陸へと逃げ、迷い込んだ先は男子禁制の寡婦村。この村を捜索するため、未亡人キム・ノクスンとして女装したノクドゥは寡婦村に潜入するが、村を取り仕切る妓房（妓生（キーセン）の住居）の経営者チョン行首（ユン・ユソン）に、寡婦村には空いている住居がないから、妓房の個室に住んでほしいと言われ、そこでの生活が始まる。ある日、同室で暮らすことになった妓生見習いの少女トン・ドンジュ（キム・ソヒョン）に男だとバレてしまうが、自分を不審に思いながらも助けてくれる彼女に、ノクドゥは次第に惹かれていく。しかし、ドンジュに想いを寄せる王族チャ・ユルム（カン・テオ）が恋のライバルだと発覚し、三角関係になってしまう。そんな日々を過ごすうちに、ノクドゥの隠された出生の秘密、ユルムの本性が明らかになっていく。

## 登場人物

### 主要人物
- チョン・ノクドゥ（全緑斗）/キム・ノクスン（金緑順）：チャン・ドンユン / 少年期：キム・ジウ

主人公。女装男子。陸に行ったことがなく、離れ小島で育った少年。武術に長けている。家を正体不明の謎の武士集団に襲われ、男子禁制の寡婦村に迷い込む。寡婦村を捜索するために女装するが、同室で暮らすことになったドンジュに男だとバレてしまう。周囲を欺くため彼女の養母と偽る。
- トン・ドンジュ：キム・ソヒョン / 少女期：チョ・イェリン（朝鮮語版）

妓生見習い。
ヒロイン。よく男装する。寡婦村の近隣に住む少女。元はユ家という権力者層（小北派）出身。歌舞が苦手。戦う時に弓を用いているが、これもあまり上手ではない（終わり頃には腕を上げる）。住居がないノクドゥと暮らし始めるが、ひょんなことから彼の養子になってしまう。
- チャ・ユルム：カン・テオ / 少年期：チョン・ジンソ（朝鮮語版）

王族・綾陽君(ヌンヤングン)。モデルは仁祖（インジョ）。
料理好き男子。ドンジュに想いを寄せている。
- 光海（クァンへ）君：チョン・ジュノ

李氏朝鮮第15代国王。ユ家を滅ぼしたことから、ユ家の生き残りであるドンジュに命を狙われている。更にノクドゥやユルムにも暗殺の対象とされてしまう。家臣の大半（主に西人）に背かれた孤独な君主である。

### チョン・ノクドゥの周辺人物
- チョン・ユンジョ：イ・スンジュン（朝鮮語版）

チョン・ノクドゥの父。
隠された秘密がある。ドンジュに対し光海君に対する復讐をやめろと説得している。
- チョン・ファンテ：ソン・ゴニ（朝鮮語版）

チョン・ノクドゥの兄。ユルムの国王暗殺計画に参加している。実弟のノクドゥとは大体において別行動である。
- ファン将軍：イ・ムンシク（朝鮮語版）

チョン・ノクドゥの武術の師匠。
- エンドゥ：パク・ダヨン（朝鮮語版）

ファン将軍の娘。

### チャ・ユルムの周辺人物
- パク・ダノ：ファン・イニョプ

チャ・ユルムの護衛武士。
剣術の達人。心身ともにユルムを支える。国王暗殺計画が実行に移された際ノクドゥと戦って傷を負い、ユルムに使命を果たせなかったことを詫びながら絶命した。

### 王族・臣下
- ホ・ユン：キム・テウ（朝鮮語版）

光海君の臣下（大北派に付和した西人）。大堤学と呼ばれている。西人を集めクーデターを企てるが、一方でユルムを嫌う。光海君自身により成敗された。
- 王妃：パク・ミンジョン（朝鮮語版）

光海君の正室。ノクドゥの生母。
- 仁穆（インモク）王后：オ・ハニ（朝鮮語版）

李氏朝鮮第14代国王・宣祖（ソンジョ）の継室。光海君の継母。
光海君に息子（小北派の推す永昌大君）と王后の位を奪われたため、彼を憎んでいる。

### 寡婦村
- ヨン・グン：コ・ゴナン（朝鮮語版）

役人。
寡婦村を管理している。女装の金未亡人（ノクドゥ）に惚れてしまう。
- チョン行首：ユン・ユソン（朝鮮語版）

行首（ヘンス）。
妓生が住む妓房と寡婦村を取り仕切っており、ノクドゥやドンジュを見守る。チャ・ユルムが寡婦村廃止の方針を打ち出したことから旧知のホ・ユンを頼るが、結局は寡婦村の焼き討ちを許してしまう。のちチャ・ユルムの命を受けたパク・ダノにより殺害された。
- メファス：イ・ジュビン（朝鮮語版）

妓生。トン・ドンジュの友人。
歌や踊りの才能に溢れており、人気がある。

### ムウォル団
- キム・スク：チョ・スヒャン（朝鮮語版）

未亡人。
剣術の才能がある。
- アン・ジョンスク：ヤン・ソミン（朝鮮語版）
- ノ・ヨンブン：ハン・ガリム（朝鮮語版）
- ミン・ドゥルレ：ソン・チェユン（朝鮮語版）

### 烈女団
- パク・ボンニョ：ファン・ミヨン（朝鮮語版）
- カン・スンニョ：ユン・サボン（朝鮮語版）
- イム・マルリョン：ユン・グムソナ（朝鮮語版）

### スタッフ
- 原作：ヘ・ジニャン『朝鮮ロコ-緑豆伝-』
- 脚本：ペク・ソヨン、イム・イェジン
- 演出：キム：ドンフィ、カン・スヨン

## 放送日程
| 話数   | オリジナル | 韓国放送日     | タイトル               | 韓国視聴率 | 韓国視聴率 |
| ------ | ---------- | -------------- | ---------------------- | ---------- | ---------- |
| 第1話  | 1回        | 2019年9月30日  | 最悪の出会い           | 5.6%       | -          |
| 第1話  | 2回        | 2019年9月30日  | 最悪の出会い           | 7.1%       | ↑          |
| 第2話  | 3回        | 2019年10月1日  | 絶対にバレてはいけない | 6.5%       | ↓          |
| 第2話  | 4回        | 2019年10月1日  | 絶対にバレてはいけない | 8.3%       | ↑          |
| 第3話  | 5回        | 2019年10月7日  | 2人だけの秘密          | 5.4%       | ↓          |
| 第3話  | 6回        | 2019年10月7日  | 2人だけの秘密          | 7.1%       | ↑          |
| 第4話  | 7回        | 2019年10月8日  | なぜか気になるアイツ   | 5.8%       | ↓          |
| 第4話  | 8回        | 2019年10月8日  | なぜか気になるアイツ   | 6.7%       | ↑          |
| 第5話  | 9回        | 2019年10月15日 | 予想外の三角関係       | 5.0%       | ↓          |
| 第5話  | 10回       | 2019年10月15日 | 予想外の三角関係       | 6.6%       | ↑          |
| 第6話  | 11回       | 2019年10月21日 | 気づいた恋心           | 4.3%       | ↓          |
| 第6話  | 12回       | 2019年10月21日 | 気づいた恋心           | 5.9%       | ↑          |
| 第7話  | 13回       | 2019年10月22日 | すれ違う想い           | 6.0%       | ↑          |
| 第7話  | 14回       | 2019年10月22日 | すれ違う想い           | 6.2%       | ↑          |
| 第8話  | 15回       | 2019年10月28日 | 大切な人のために       | 4.9%       | ↓          |
| 第8話  | 16回       | 2019年10月28日 | 大切な人のために       | 7.3%       | ↑          |
| 第9話  | 17回       | 2019年10月29日 | 会いたくて             | 6.0%       | ↓          |
| 第9話  | 18回       | 2019年10月29日 | 会いたくて             | 7.4%       | ↑          |
| 第10話 | 19回       | 2019年11月4日  | 運命のイタズラ         | 4.6%       | ↓          |
| 第10話 | 20回       | 2019年11月4日  | 運命のイタズラ         | 6.4%       | ↑          |
| 第11話 | 21回       | 2019年11月5日  | 幸せなひととき         | 4.7%       | ↓          |
| 第11話 | 22回       | 2019年11月5日  | 幸せなひととき         | 6.2%       | ↑          |
| 第12話 | 23回       | 2019年11月11日 | 衝撃の真実             | 5.1%       | ↓          |
| 第12話 | 24回       | 2019年11月11日 | 衝撃の真実             | 6.9%       | ↑          |
| 第13話 | 25回       | 2019年11月12日 | 胸に秘めた悲しみ       | 5.4%       | ↓          |
| 第13話 | 26回       | 2019年11月12日 | 胸に秘めた悲しみ       | 7.7%       | ↑          |
| 第14話 | 27回       | 2019年11月18日 | 離れられない心         | 5.6%       | ↓          |
| 第14話 | 28回       | 2019年11月18日 | 離れられない心         | 6.5%       | ↑          |
| 第15話 | 29回       | 2019年11月19日 | 命をかけて守りたいもの | 6.3%       | ↓          |
| 第15話 | 30回       | 2019年11月19日 | 命をかけて守りたいもの | 7.8%       | ↑          |
| 第16話 | 31回       | 2019年11月25日 | ずっと一緒に           | 6.0%       | ↓          |
| 第16話 | 32回       | 2019年11月25日 | ずっと一緒に           | 7.3%       | ↑          |

## 映像作品
| タイトル                              | 発売日        | 販売元                              | EANコード         |
| ------------------------------------- | ------------- | ----------------------------------- | ----------------- |
| ノクドゥ伝～花に降る月明り～ DVD-SET1 | 2020年10月2日 | NBCユニバーサル・エンターテイメント | EAN 4988102892487 |
| ノクドゥ伝～花に降る月明り～ DVD-SET2 | 2020年11月6日 | NBCユニバーサル・エンターテイメント | EAN 4988102892494 |

## 日本での放送

### 放送局
- 衛星劇場（2020年2月） -『ノクドゥ伝』で日本初放送[12][13]
- WOWOW（2020年10月） - 邦題『ノクドゥ伝～花に降る月明り～』で放送[14]
- アジアドラマチックチャンネル（2021年）[15]
- BSフジ（2021年5月）[16]
- フジテレビTWO（2021年10月）
- テレビ東京（2021年10月）
- テレビ愛知（2021年11月）
- TVQ九州放送（2022年2月）
- KNTV（2022年3月）
- テレビせとうち（2022年4月）
- テレビ北海道（2022年4月）
- TBSチャンネル1（2022年9月）
- サンテレビ（2023年1月）

### 配信・レンタル
- U-NEXT - 独占配信
- GYAO!